# Brestovo (Novi Pazar)
Brestovo (Servisch cyrillisch Брестово) is een plaats in de Servische gemeente Novi Pazar. De plaats telt 5 inwoners (2002).